# Garbagna
Garbagna és un municipi situat al territori de la província d'Alessandria, a la regió del Piemont (Itàlia).
Limita amb els municipis d'Avolasca, Borghetto di Borbera, Brignano-Frascata, Casasco, Castellania, Dernice i Sardigliano.
Pertanyen al municipi les frazioni d'Aliani, Bagnara, Bastita, Bettolino, Boschi Inferiori, Boschi Superiori, Ca' dei Bianchi, Ca' dei Castellini, Castelvero, Chiapussaia, Costigliola, Didoli, Mogliazza, Posola, Pragarolo, Ramero, San Gaudenzio, Santa Cristina, San Vito, Torretta, Valle del Forno i Zelassi.

## Galeria fotogràfica

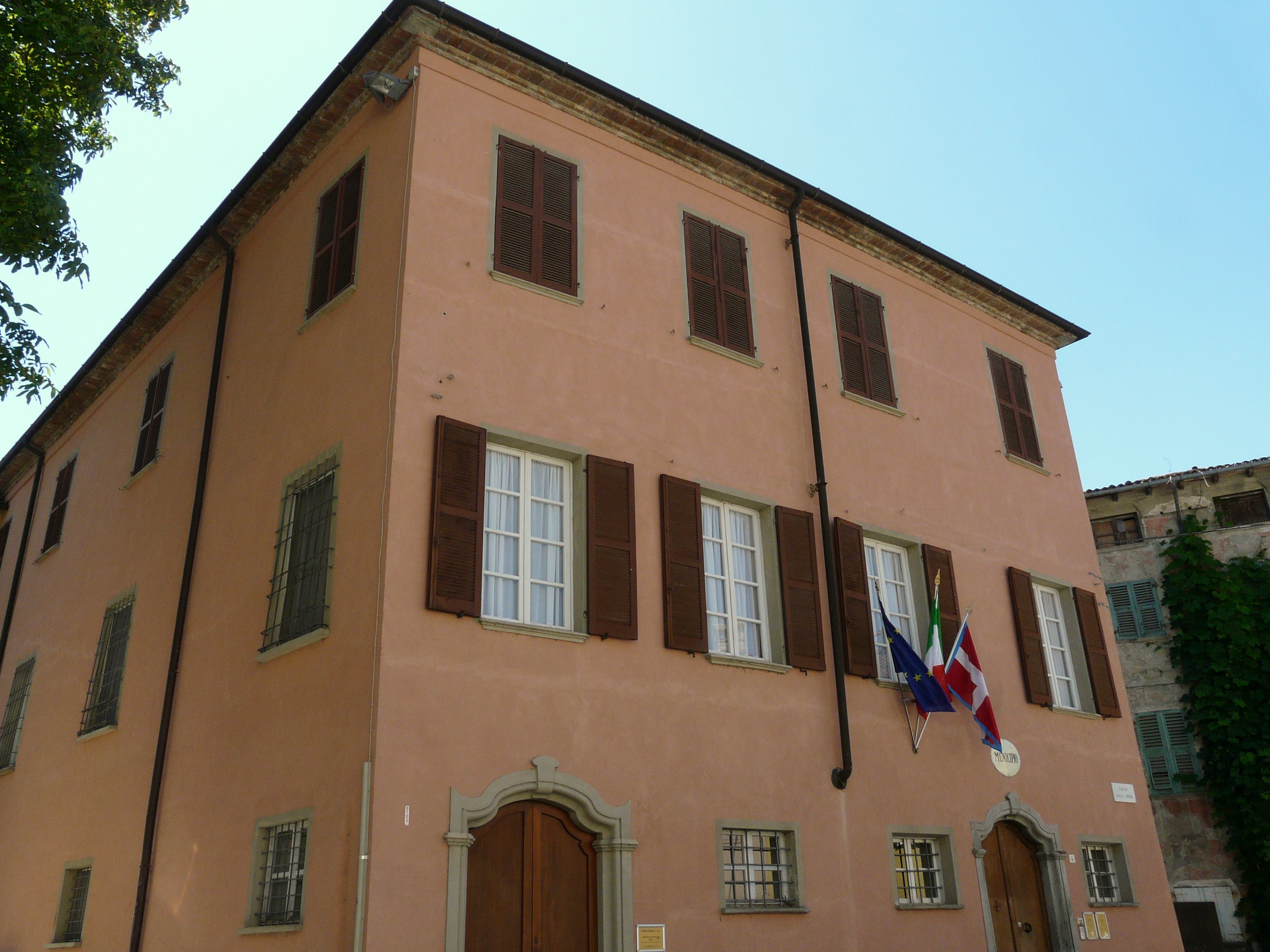
El municipi
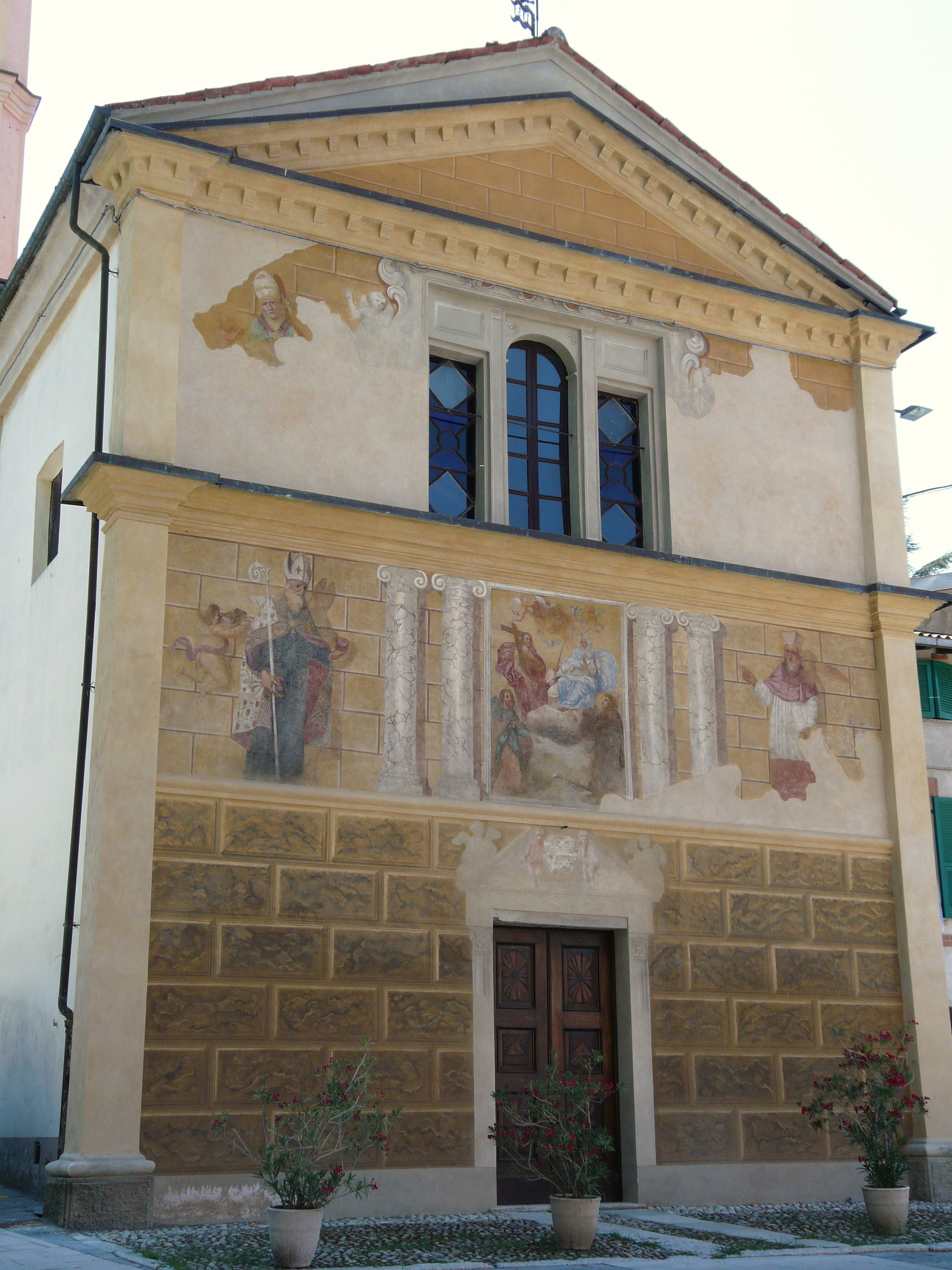
L'oratori de Sant Rocco
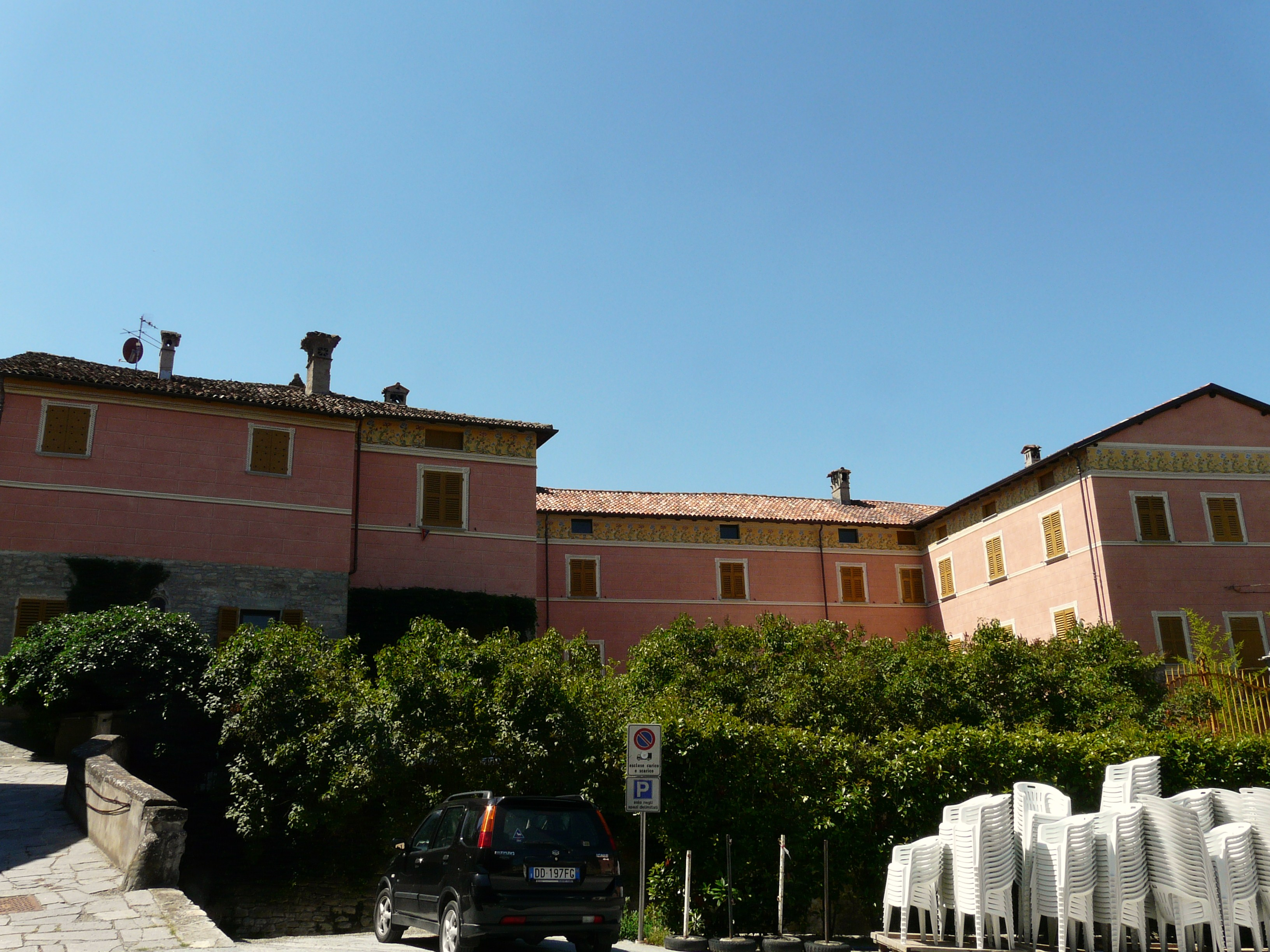
Palazzo Doria
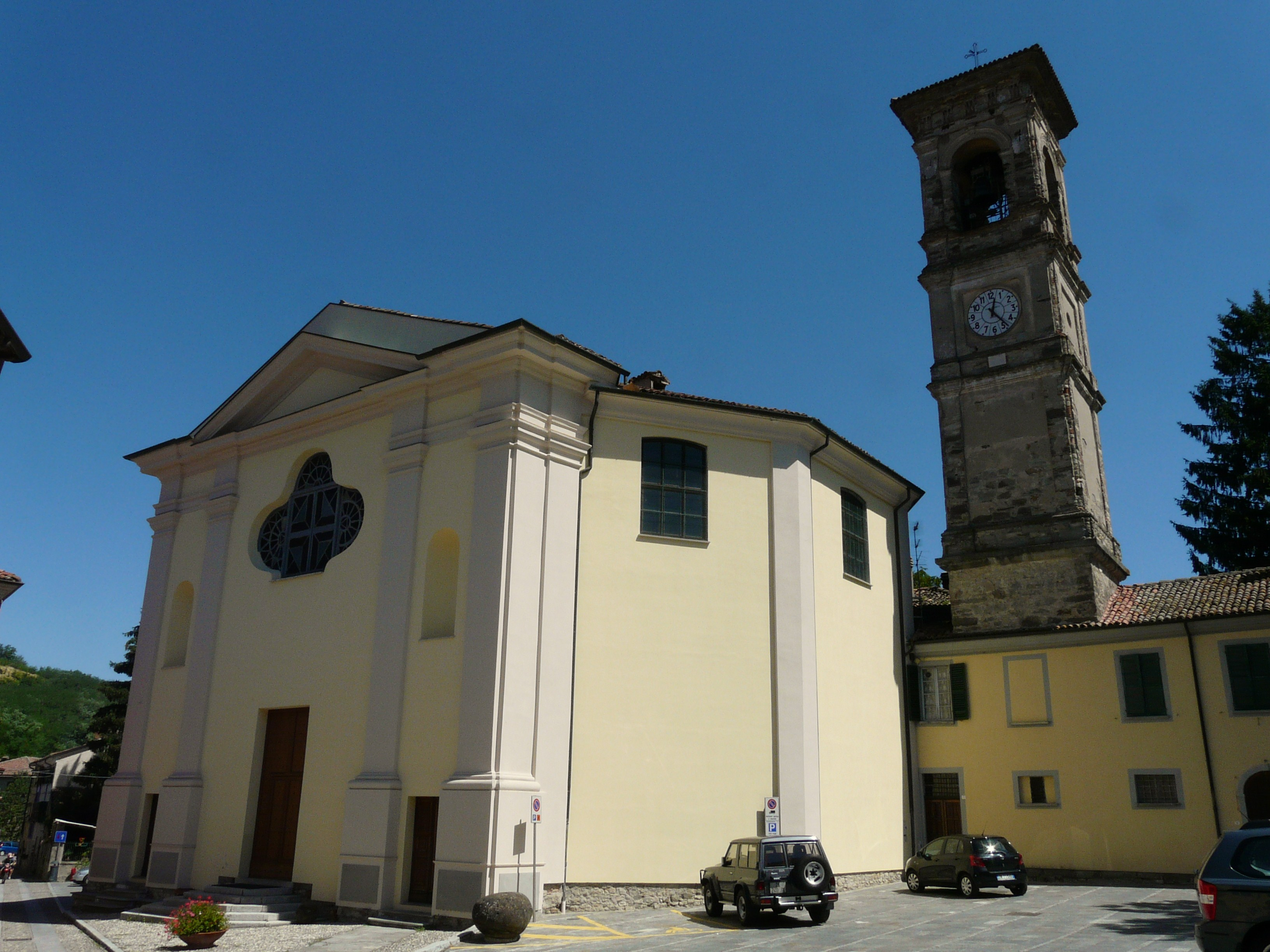
Església de S. Joan
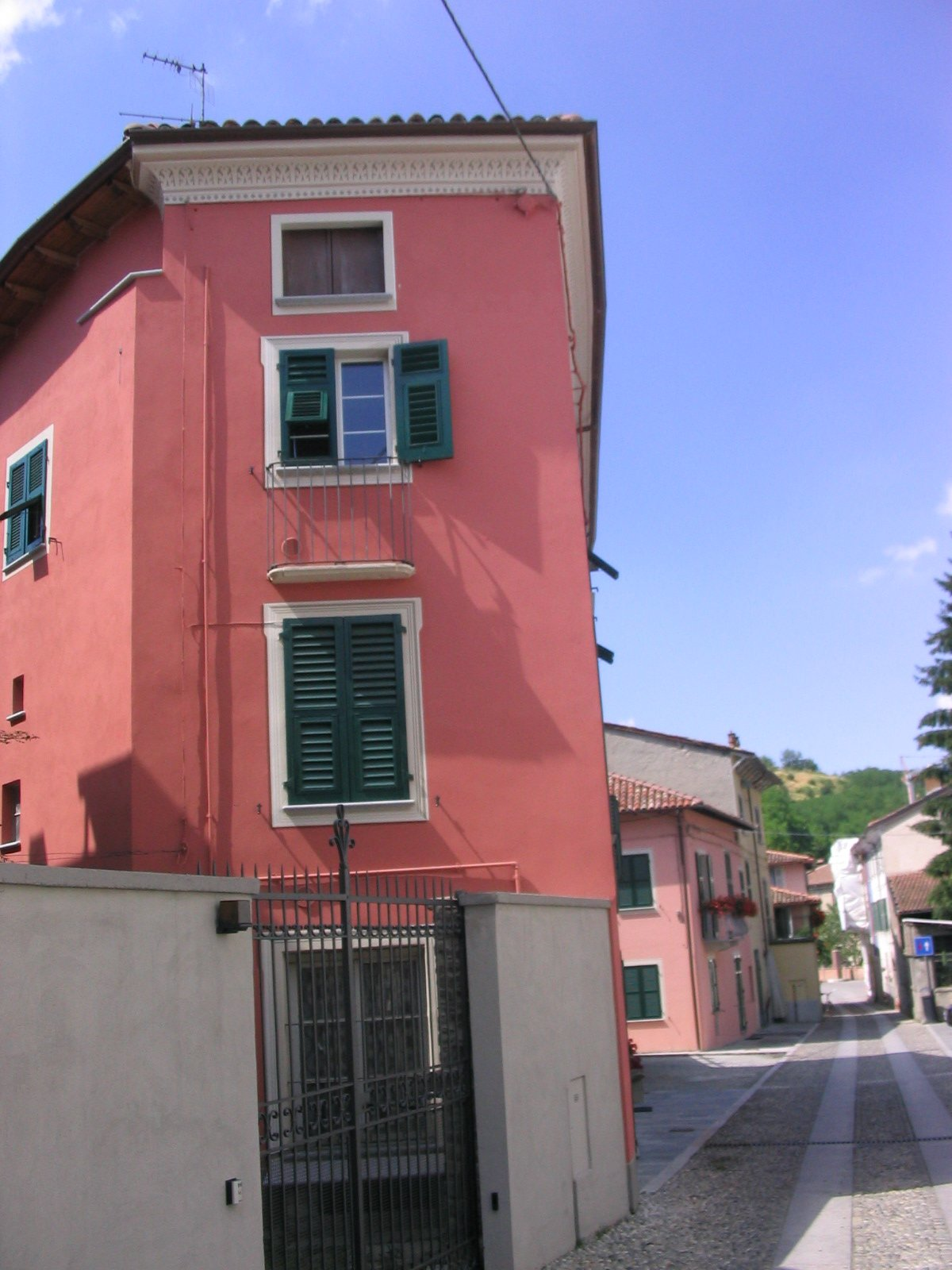
Via XIV marzo i casa Fantone Arturo e Pierino
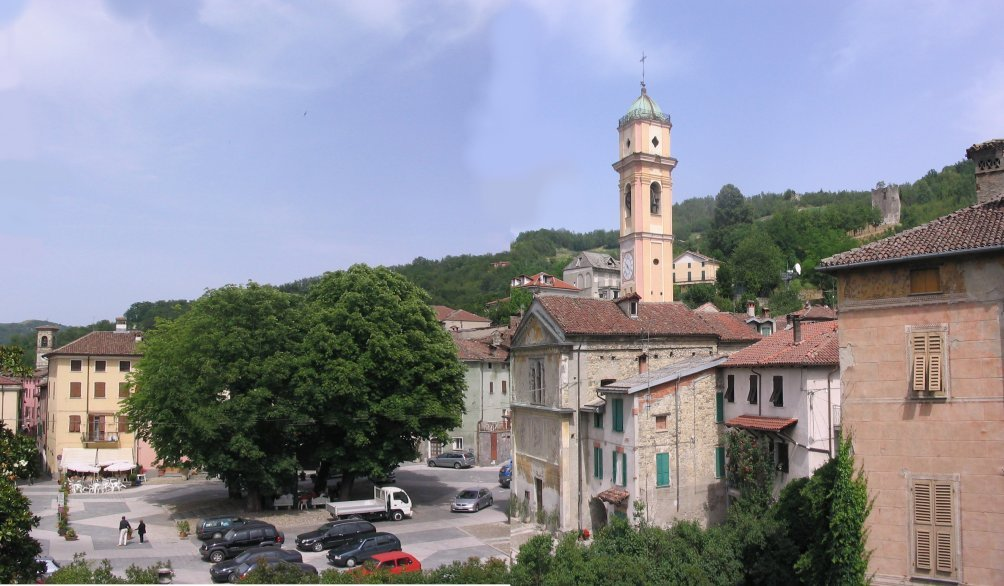
Vista general